# Empentrin
Az empentrin (másik nevén vaportrin) színtelen vagy halványsárga folyadék. Rovarirtóként használják különböző repülő rovarok ellen, beleértve a ruhamolyt is. Emlősökre alig, halakra és egyéb vízi élőlényekre viszont mérgező. 

## Fordítás
- Ez a szócikk részben vagy egészben  az   Empenthrin című angol Wikipédia-szócikk fordításán alapul.  Az eredeti cikk szerkesztőit annak laptörténete sorolja fel. Ez a jelzés csupán a megfogalmazás eredetét és a szerzői jogokat jelzi, nem szolgál a cikkben szereplő információk forrásmegjelöléseként.